# Lista de primeiros-ministros do Catar
Esta lista de primeiros-ministros do Catar compreende as quatro pessoas que exerceram a chefia do governo do Estado do Catar desde a criação do cargo em 1970 até à atualidade. 
Khalifa bin Hamad Al Thani, na altura emir do Catar, criou o cargo a 29 de maio de 1970, para si próprio, tendo-o ocupado até ser deposto pelo seu filho, Hamad bin Khalifa Al Thani, a 27 de junho de 1995.
O atual primeiro-ministro é Mohammed bin Abdul Rahman Al Thani, desde 2023.

## Primeiros-ministros
| Nº | Primeiro-ministro                          | Primeiro-ministro | Início do mandato     | Fim do mandato                  | Período            |
| -- | ------------------------------------------ | ----------------- | --------------------- | ------------------------------- | ------------------ |
| 1  | Khalifa bin Hamad Al Thani                 |                   | 29 de maio de 1970    | 27 de junho de 1995 (deposto)   | 25 anos e 29 dias  |
| 2  | Hamad bin Khalifa Al Thani                 |                   | 27 de junho de 1995   | 29 de outubro de 1996           | 1 ano e 124 dias   |
| 3  | Abdullah bin Khalifa Al Thani              |                   | 29 de outubro de 1996 | 3 de abril de 2007 (demitiu-se) | 10 anos e 156 dias |
| 4  | Hamad bin Jassim bin Jaber Al Thani        |                   | 3 de abril de 2007    | 25 de junho de 2013             | 6 anos e 84 dias   |
| 5  | Abdullah bin Nasser bin Khalifa Al Thani   |                   | 25 de junho de 2013   | 28 de janeiro de 2020           | 6 anos e 216 dias  |
| 6  | Khalid ibn Khalifa ibn Abdul Aziz Al Thani |                   | 28 de janeiro de 2020 | 7 de março de 2023              | 3 anos e 38 dias   |
| 7  | Mohammed bin Abdul Rahman Al Thani         |                   | 7 de março de 2023    | presente                        | 2 anos e 13 dias   |